# Забезпечення жінок в Збройних силах України
Забезпечення жінок в Збройних силах України — соціальні й волонтерські ініціативи, спрямовані на забезпечення жінок, що служать у Збройних силах України, жіночою військовою формою та білизною, створеними за стандартами НАТО. Хоча станом на листопад 2022 року у ЗСУ проходили службу майже 60 000 жінок, забезпечення захисниць необхідними засобами особистої гігієни та військової форми здебільшого лежало на волонтерках та волонтерах.

## Законодавство
Відповідно до Статті 1 Закону України «Про військовий обов'язок і військову службу»: «Жінки виконують військовий обов'язок на рівних засадах із чоловіками (за винятком випадків, передбачених законодавством з питань охорони материнства та дитинства, а також заборони дискримінації за ознакою статі), що включає прийняття в добровільному порядку (за контрактом) та призов на військову службу, проходження військової служби, проходження служби у військовому резерві, виконання військового обов'язку в запасі та дотримання правил військового обліку.»

## ArmWomenNow
Ініціатива ArmWomenNow («Озброїмо жінок зараз») реалізується громадською організацією «Смілива Україна». Ініціаторка проекту — активістка, громадська діячка та депутатка Київської міської ради Ірина Никорак. Мета ініціативи — затвердження Міністерством оборони України стандарту жіночої уніформи, щоб на державному рівні забезпечувати військовослужбовиць у відповідності до їх потреб. Станом на кінець 2022 року було відшито та безкоштовно передано військовичкам на передову 2000 комплектів уніформи. Окрім форми, військовим передають відшиті в Україні жіночу тактичну білизну, термобілизну, теплі зимові куртки та штани, балаклави, флісові кофти та шапки.
Наприкінці квітня 2022 року гуманітарний штаб Ірини Никорак, доставляючи допомогу військовичкам на передову, отримав запит від однієї із військових частин на форму розміру XS для артилеристки. У пошуках форми волонтерки штабу з'ясували, що Міноборони України затверджена виключно парадна жіноча форма, а польовий однострій передбачений лише для чоловіків. Через невідповідність стандартних армійських лекал жіночій тілобудові військовослужбовиці були змушені власним коштом перешивати чоловічу форму під свої розміри. Враховуючи велику кількість жінок, що вступили до лав ЗСУ з початком повномасштабного вторгнення 2022, і була створена соціальна ініціатива ArmWomenNow.
Після вивчення міжнародного досвіду армій світу та отримання зразків жіночих військових уніформ різних країн активістки проєкту за допомогою професійних конструкторів одягу почали розробку лекал для української жіночої військової форми. Розробка тривала майже півтора місяці. Після затвердження лекал почався відшив на системній основі та передача жіночої військової форми захисницям. Паралельно із відшиванням літньої жіночої форми почалася робота над відповідними лекалами тактичної білизни та зимовим одягом для військовичок.
Уніформа ArmWomenNow наприкінці 2022 офіційно проходила експериментальне тестування в кількох військових частинках ЗСУ, про що заявив Міністр оборони Олексій Резніков.
21 грудня 2022 року проєкт представив першу в Україні експозицію жіночої військової амуніції, включаючи бронежилети.
Проєкт був представлений на полях Давоського форуму 2023 року. З грудня 2022-го проходить тестування у Міноборони, опрацьовує потреби військових частин, батальйонів і бригад.
До ініціативи долучилися десятки діячів та діячок культури, спорту, масмедіа, політики(-ні) в Україні та за кордоном. Основні напрямки — інформаційне партнерство проєкту, логістична підтримка, пряма фінансова допомога, збір донатів. Серед тих, хто взяли участь: Олесь Довгий, Олександр Пономарьов, Михайло Хома, брати Клички, Ірина Галай, гурт Океан Ельзи, гурт Бумбокс, Соня Морозюк, Надя Дорофеєва, Катерина Сільченко, Даша Астаф'єва, Святослав Вакарчук, Даша Ши, Олена Гудкова, Олексій Дурнєв, БК Ковальська, Монатік, Ірина Горова, Нова пошта, PerlaHelsa, Omelia atelier, Катерина Фонсека. На Заході проєкт підтримали офіційні особи НАТО — Вінета Кляйне (директорка Центру документації та інформації НАТО в Україні). Віталій Кличко передав уніформи для жінок зі 112-їй окремій бригаді ТРО.
Ініціатива ArmWomenNow не отримує державного фінансування і існує виключно на кошти, зібрані від приватних донатерів, діячів та діячок культури, спорту і масмедіа, а також керівництва українських бізнесів.
Військовослужбовиці можуть безкоштовно замовити комплект уніформи на сторінці ArmWomenNow в Instagram. Також можна заповнити заявку в гугл-формі на сайті проєкту, після чого команда ініціативи зв'язується із захисницею для уточнення деталей. Пріоритет в черзі на форму надається військовичкам, які безпосередньо беруть участь у бойових діях.

## Zemliachky. Ukrainian Front
Інформаційний проєкт «Землячки» створила ведуча та журналістка Ксенія Драганюк, щоб розповідати світові про неймовірних співвітчизниць. Але повномасштабне вторгнення перетворило інформаційний проєкт у волонтерський штаб, а згодом — на громадську організацію, яка допомагає українським воячкам.
ГО «Землячки» відправляють на передову білизну, шкарпетки, спортивні топи, труси, термобілизну, одяг та амуніцію — військову жіночу форму, взуття, тактичні рюкзаки, парамедичні рюкзаки, тактичні аптечки, аптечки парамедика, каски, полегшені бронеплити, плитоноски, каремати, спальники тощо.
Волонтерки комплектують також «жіночу гуманітарку», куди входить бальзам для губ, крем, серветки, сухі душі, гігієнічні прокладки, пігулки для жіночого здоров'я — всього понад 30 предметів. Не забувають про смаколики та побажання для захисниць.
Ужгородська швейна фабрика та Харківська фабрика «Lap» спільно з ГО розробили лекала й організували пошиття жіночої військової форми під брендом ЗМLCHK. 28 жовтня стартувало промислове виробництво двох комплектів — осіннього та зимового. ГО «Землячки. Український фронт» надсилає форму для захисниць безкоштовно. Запит військовослужбовиці можуть оформити через Інстаграм організації zemliachky.ukrainian front.

## «Швейна рота»
Організована в Дніпрі Мариною Пальченко та Ксенією Самойлич за підтримки ГО «Землячки» в липні 2022. «Швейна рота» складається із 150 швачок.